# Maeda Daizen
Maeda Daizen (前田 大然) (Oszaka prefektúra, 1997. október 20. –) japán válogatott labdarúgó, a Celtic játékosa kölcsönben a Jokohama F. Marinos csapatától.

## Klub
A labdarúgást a Matsumoto Yamaga FC csapatában kezdte. 56 bajnoki mérkőzésen lépett pályára és 9 gólt szerzett. 2019 és 2020 között a CS Marítimo csapatában játszott. 2020-ban a Jokohama F. Marinos csapatához szerződött.

## Nemzeti válogatott
2019-ben debütált a japán válogatottban. A japán válogatott tagjaként részt vett a 2019-es Copa Américán. A japán válogatottban 2 mérkőzést játszott.

## Statisztika
| Japán válogatott | Japán válogatott | Japán válogatott |
| Időszak          | Mérk.            | gól              |
| ---------------- | ---------------- | ---------------- |
| 2019             | 2                | 0                |
| Összesen         | 2                | 0                |